# Phacaceae
Phacaceae es una familia de protistas flagelados, comúnmente presentes en agua dulce, en especial cuando esta es rica en materia orgánica. Suelen ser fotosintéticos aunque también se incluyen otras especies que secundariamente han perdido los cloroplastos. Son biflagelados aunque presentan un solo flagelo emergente, pues el segundo es muy corto y no sobresale del bolsillo apical. Las especies de esta familia son solitarias y presentan numerosos cloroplastos pequeños de forma discoidal y sin pirenoide, en contraste con las especies de la familia Euglenaceae, que son solitarios o coloniales y presentan uno o varios cloroplastos de gran tamaño y formas diversas, con o sin pirenoide.